# Flottendienstboot Klasse 424
Das Flottendienstboot Klasse 424 ist ein Beschaffungsprogramm der Deutschen Marine für den Ersatz der Aufklärungsschiffe der Oste-Klasse. Hauptsächlicher Nutzer wird der Cyber- und Informationsraum (CIR) mit Spezialisten aus dem Kommando Strategische Aufklärung, während die Deutsche Marine die Schiffe betreibt. Die Klasse 424 ist deshalb ein Gemeinschaftsprojekt der Deutschen Marine und des CIR mit dem Bundesamt für Ausrüstung, Informationstechnik und Nutzung der Bundeswehr (BAAINBw) als Beschafferin.

## Beschaffungsverfahren
Nach der Genehmigung des Programms durch den Haushaltsausschuss des Deutschen Bundestags am 23. Juni 2021 wurde bereits am nächsten Tag der Bauvertrag über drei Schiffe mit der Fr. Lürssen Werft abgeschlossen. Die Schiffe sollen ab 2029 zulaufen.
Als Kosten für die drei Schiffe und eine „Ausbildungs- und Referenzanlage Aufklärung“ (ARAA) waren zunächst 2,1 Mrd. Euro veranschlagt. Bei der Technik dieser Schiffe handelt es sich um so genannte „nationale Schlüsseltechnologien“. Deshalb werden sowohl der Schiffbau als auch die informationstechnische Ausstattung und die Technik der Verschlüsselung nicht europaweit ausgeschrieben, sondern die Vergabe gezielt vorgenommen. Der Haushaltsausschuss versah die Freigabe der öffentlichen Gelder deshalb auch mit umfangreichen Vorgaben.
Im April 2023 wurde bekannt, dass die Hersteller von Mehrkosten im dreistelligen Millionenbereich ausgehen. Der Bundesrechnungshof hatte im Vorfeld vor einer Vergabe des Auftrags an Lürssen gewarnt. Nachdem der Haushalts- und der Verteidigungsausschuss des Deutschen Bundestags am 6. Juli 2023 der Beschaffung zugestimmt hatten, wurde am 10. Juli 2023 ein Änderungsvertrag zwischen dem BAAINBw und der Lürssen-Werft (NVL) geschlossen, mit dem das Projekt auf ein neues Beschaffungsverfahren umgestellt wird. Als Volumen sind bis zu 3,26 Milliarden Euro vereinbart worden.
Der Bau begann im November 2024. Das erste von drei Schiffen wurde am 25. Februar 2025 auf der Wolgaster Peene-Werft auf Kiel gelegt.